# Учасники російсько-української війни Ц
Учасники російсько-української війни, прізвища яких починаються з літери Ц:
1. Цаль-Цалко Анатолій Віталійович
2. Цаль-Цалко Віталій Васильович
3. Цап Володимир Андрійович
4. Цап Михайло[1]
5. Цап Роман Петрович
6. Цапенко Олександр Олегович
7. Цапенко Олексій Васильович
8. Цапко Віталій Анатолійович
9. Цаповський Дмитро Миколайович
10. Царевич Роман Михайлович
11. Царенко Андрій Юрійович
12. Царенко Вадим Леонідович
13. Царенко Владислав Миколайович
14. Царук Євгеній Володимирович
15. Царук Ігор Васильович
16. Царюк Валентин Олексійович
17. Царюк Юрій Степанович
18. Цвек Сергій Степанович
19. Цвітков В'ячеслав Олександрович
20. Цвітун Дмитро Володимирович
21. Цебрій Олександр Володимирович
22. Цебро Андрій Юрійович
23. Цегельник Микола Вікторович
24. Цедік Антон Ігорович
25. Церанюк Андрій Валерійович
26. Церахт Дмитро Валерійович
27. Церцвадзе Георгій (Ґія)
28. Цесак Павло Миколайович
29. Цзен Шенґуан
30. Цепух Сергій Михайлович
31. Цехмайструк Сергій Петрович
32. Цехмістренко Григорій Віталійович
33. Цеховський Дмитро Олександрович
34. Циб Василь Сергійович
35. Циб Олександр Володимирович
36. Цибак Дмитро Петрович
37. Цибенко Віктор Миколайович
38. Цибенко Олександр Анатолійович
39. Цибко Олексій Олександрович
40. Цибора Віталій Вікторович
41. Цибулін Юрій Віталійович
42. Цибулько Микола Леонідович
43. Цибулько Олег Олегович
44. Цибулько Олександр[2]
45. Цибулько Олександр Леонідович
46. Цибульський Олександр Валерійович
47. Цибух Ірина Володимирівна
48. Цивадіц Артем Тимурович
49. Циганко Олександр Леонідович
50. Циганков В'ячеслав Андрійович
51. Циганков Олексій Вікторович
52. Циганов Володимир Васильович
53. Циганок Сергій Анатолійович
54. Циганський Роман Юрійович
55. Цигикал Олексій Миколайович
56. Цигульський Валентин Володимирович
57. Цику Артур Віталійович
58. Зура Циклаурі[3]
59. Циклаурі Ревазо Шотаєвич
60. Цилюрник Володимир Анатолійович
61. Цимбал Богдан Олександрович
62. Цимбалістий Михайло Васильович
63. Цимбалюк Анатолій Борисович
64. Цимбалюк Сергій Юрійович
65. Цинтила Ігор Вадимович[4]
66. Ципердюк Іван Іванович
67. Цирульник Віталій Сергійович[5]
68. Цисар Олександр Миколайович
69. Цисельський Валентин Володимирович
70. Цистан Михайло Михайлович
71. Циханюк Олексій Русланович
72. Цікало Богдан Богданович
73. Ціось Денис Валерійович
74. Ціпф Олександр Вільгельмович
75. Цірик Володимир Миколайович
76. Цісак Андрій Володимирович
77. Цісарук Сергій Юрійович
78. Цішенко Олександр Андрійович
79. Цой Віталій Ігорович
80. Цокуренко Костянтин Ігорович
81. Цопа Олександр Васильович
82. Цуверкалов Віталій Володимирович
83. Цуканов Володимир Володимирович
84. Цуканов Євген Васильович
85. Цуріков Сергій Анатолійович
86. Цуркаленко Віталій[6]
87. Цуркан Василь Андрійович
88. Цуркан Дмитро Володимирович
89. Цурков Ярослав Геннадійович
90. Цюпак Олександр Сергійович
91. Цюренко Анатолій Миколайович
92. Цюрик Микола Володимирович
93. Цюцяк Роман Богданович
94. Цяцкун Денис Петрович
95. Цьона Юрій Євгенович